# 加斯曼吲哚合成
加斯曼吲哚合成（Gassman indole synthesis）指用一锅法将取代苯胺转化为吲哚衍生物。
R1 可以是氢或烷基；R2 为芳基时效果最好，但也可以是烷基。 富电子取代苯胺（如对氨基苯甲醚）一般效果较差。
吲哚的3-位甲硫基可用雷尼镍加氢除去。

## 反应机理
首先苯胺(1)被次氯酸叔丁酯（t-BuOCl）氧化为氯胺(2)。然后(2)与α-甲硫基酮反应生成锍离子(3)（此步一般在低温下进行）。最后加入碱（如三乙胺），升高温度至室温，这时产生去质子化产物硫叶立德 (4)。(4)很快发生[2,3]-σ迁移产生酮(5)，(5)再缩合环化即得吲哚(6)。